# フライングピッグ
フライングピッグ（Flying Pig）とは、1998年に英国人のRob Ives（ロブ・アイヴス）によって生み出された“からくりペーパークラフト（動く紙の彫刻）”のこと。
クランク・スライダーやカム、ラチェットと言った機構学の基本を巧みに利用しており、説明図にしたがって作るうちにモノの動きを理解することができる。これは作者のロブ・アイヴスがもともと中学校の数学教師であったことに起因しており、当初は生徒である子供たちに理科的教材の一部として制作された。
その後、ヘルニアによって腰を痛め教壇を降りることとなるが、それは彼をプロのペーパー・エンジニアとするキッカケとなった。1枚の紙から立体物を作り上げるだけにとどまらず、ハンドルを回すことで、作品自体が動くことを可能にした制作技術デザイン性は単なる玩具の域から外れ、独特の世界を生み出していると言える。